# Хайнрих I (Вюрцбург)
Вижте пояснителната страница за други личности с името Хайнрих I.
Хайнрих I (на немски: Heinrich I, Hezelin; на латински: Henricus I, † 14 ноември 1018, Вюрцбург) е от 996 г. до смъртта си епископ на Вюрцбург. Той е един от най-важните епископи на Вюрцбург, създател на светското Княжеско епископство Вюрцбург.

## Биография
Произлиза вероятно от фамилията на графовете на Ротенбург. Роднина е с рода на Конрадините, които са графове във Вормсгау. По майчина линия е полубрат на архиепископа на Кьолн Хериберт (970 – 1021) и чичо на епископите на Айхщет Хериберт (1022 – 1042) и Гецеман (1042), синовете на друг негов брат граф Гецеман от Вернгау.
Хайнрих I последва епископ Бернвард, който умира през 995 г. на остров Евбея. Император Ото III го предлага за негов последник и дарява територии на манастира. Той е на страната на крал Хайнрих II при потушаване на въстанието на маркграф Хайнрих фон Швайнфурт, който е съюзен с Болеслав Храбри, херцога на Полша, и епископ Бруно, братът на краля. Преговорите за обещаното издигане на епископство Вюрцбург на архиепископство се провалят.
Хайнрих I построява градска стена на Вюрцбург, основава колегия-манастирите Хауг ок. 1000 г. и Св. Стефан ок. 1024 г. в днешен Вюрцбург.
Погребан е в катедралата на Вюрцбург. Новият епископ на Вюрцбург става през 1018 г. Мегинхард I.